# Апаев, Алексей Апаевич
Алексе́й Апа́евич Апа́ев (2 июля 1912, Чураево, Бирский уезд, Уфимская губерния, Российская империя — 8 января 1984, Чураево, Мишкинский район, Башкирская АССР, РСФСР, СССР) — марийский советский хозяйственный деятель. Председатель колхоза имени В.И. Ленина с. Чураево Мишкинского района Башкирской АССР (1950—1972). Кавалер ордена Ленина (1966). Участник советско-финляндской и Великой Отечественной войн.

## Биография
Родился 2 июля 1912 года в с. Чураево ныне Мишкинского района Башкортостана в марийской крестьянской семье. Рано осиротел, батрачил, был колхозником. 
В 1934 году призван в РККА, прослужил до 1936 года. В декабре 1940 года вновь призван в Красную Армию, участник советско-финляндской войны. Участник Великой Отечественной войны: командир огневого взвода 810 артиллерийского полка 270 стрелковой дивизии 22 армии, старший лейтенант. Был дважды ранен. Демобилизовался из армии в апреле 1946 года. Награждён орденами Отечественной войны I степени, Красной Звезды и медалями, в том числе медалью «За отвагу».
В 1946—1949 годах — председатель Чураевского сельсовета Мишкинского района Башкирской АССР, в 1949—1950 годах — заместитель уполномоченного Министерства заготовок СССР по Мишкинскому району БАССР, в 1950—1972 годах — председатель колхоза имени В.И. Ленина в родном селе. В 1969 годах был делегатом 3-го Всесоюзного съезда колхозников. Был известен как организатор колхозников на выполнение важных задач, организатор высокорентабельного колхозного производства, имел личный авторитет в колхозной среде. Награждён орденами Ленина, Октябрьской Революции, «Знак Почёта» и медалями.
В 1955—1959 годах избирался депутатом Верховного Совета Башкирской АССР IV созыва.
Ушёл из жизни 8 января 1984 года на родине, похоронен там же.

## Награды
- Орден Ленина (1966)[1]
- Орден Октябрьской Революции (1971)[1]
- Орден «Знак Почёта» (1948)[1]
- Орден Отечественной войны I степени (24.08.1944)[2][5][6]
- Орден Красной Звезды (17.10.1944)
- Медаль «За освоение целинных земель» (1957)[1]
- Медаль «Ветеран труда»
- Медаль «За доблестный труд. В ознаменование 100-летия со дня рождения Владимира Ильича Ленина»
- Медаль «За отвагу» (03.08.1943)[2]
- Медаль «За победу над Германией в Великой Отечественной войне 1941—1945 гг.»[5]

## Память
7 ноября 2017 года, к 105-летию со дня рождения героя войны и труда А. А. Апаева, в его родном селе Чураево Мишкинского района Башкортостана была открыта мемориальная доска.   